# Vigge, Sundsvalls kommun
Vigge är en by i Stöde socken i Medelpad, belägen cirka 15 kilometer från Stöde kyrka och cirka 150 meter över havet, 100 meter högre än Stöde.
I Vigge finns flera fasta fornminnen som tyder på att det bott människor här sedan början av vår tideräkning.
Sedan början av 1500-talet (förmodligen även tidigare) fram till mitten av 1700-talet fanns det endast två hemman i Vigge. I dessa bodde det två familjer som inte gifte ihop sig förrän år 1800.